# Camí de Ca l'Astor

El Camí de Ca l'Astor, respecte del terme d'Abella de la Conca

El Camí de Ca l'Astor és un camí del terme d'Abella de la Conca, a la comarca del Pallars Jussà, en territori del poble de Bóixols.
Arrenca de la carretera L-511 just al sud del Coll de Bóixols. Des d'aquell lloc davalla cap al sud-oest, passant per les restes de Cal Valldoriola i arribant a Ca l'Astor en un quilòmetre i mig.

## Etimologia
Es tracta d'un topònim romànic modern, de caràcter descriptiu: pren el nom de la masia a la qual mena, Ca l'Astor.